# П'ятдесят відтінків темряви
«П'ятдесят відтінків темряви» (англ. Fifty Shades Darker) — еротичний мелодраматичний роман, друга книга англійської письменниці Е. Л. Джеймс з трилогії «П'ятдесят відтінків сірого». Розповідає про любовні взаємовідносини юної випускниці коледжу з молодим бізнесменом.

## Сюжет
Через три дні після відходу від Крістіана Анастасія «Ана» Стіл починає працювати особистим помічником Джека Хайда, редактора Seattle Independent Publishing (SIP). Він часто запрошує Ану на побачення, хоча це викликає у неї занепокоєння, вона списує це з уваги. Пізніше Крістіан пише їй електронний лист про виставку в галереї Хосе Родрігеса в Портленді, про яку вона забула. Ана та Крістіан відвідують шоу разом і цілуються в провулку. Того ж вечора вони вечеряють у ресторані, і Крістіан виявляє, що хоче її будь-яким способом. Пізніше він просить, щоб вони відновили стосунки, але на умовах Ани: без правил і покарань. Вона погоджується.
Крістіан розповідає Ані, що купив SIP, але угода повинна залишатися в таємниці ще місяць. Відчуваючи, що він втручається в її кар'єру, особливо після того, як він заморозив рахунки компанії, не даючи їй змоги поїхати з Джеком у відрядження до Нью-Йорка, Ану це дратує. Крістіан наполягає, що його дії були зроблені для її власного захисту, оскільки Джек є «відомим шахраєм», який, очевидно, переслідував своїх останніх п'ятьох помічників. Побоювання Крістіана виправдовуються, коли Джек заганяє Ану в куток у неробочий час і шантажує її, вимагаючи сексуальних послуг. Ана втікає, використовуючи свій тренінг із самооборони, а Крістіан звільняє Джека з роботи та конфіскує його робочий комп'ютер.
Тим часом, відвідуючи бал-маскарад у будинку батьків Крістіана, Ана зустрічає колишню кохану Крістіана Олену Лінкольн (яку Ана називає місис Робінсон) і дізнається, що Олена та Крістіан разом володіють салоном краси. Пізніше Ану продають на аукціоні, і Крістіан ставить 100 000 доларів за перший танець з нею. Ана з огидою дізнається, що Крістіан продовжує дружити з Оленою, жінкою, яка спокусила його, коли йому було лише 15 років, і познайомила зі способом життя БДСМ. Коли Олена розуміє, що Крістіан сприймає Ану як дівчину, а не підкорену, вона починає вороже ставитися до Ани, намагаючись посіяти розбрат у зароджуваних стосунках.
Тим часом Ану на роботі переслідує збентежена Лейла Вільямс, одна з колишніх підкорених Крістіана. Ситуація стає ще більш напруженою, коли Ана дізнається, що у Лейли є пістолет. Одержимість Лейли Крістіаном і Аною почалася після того, як вона покинула чоловіка чотири місяці тому, що призвело до психічного зриву. Лейла вривається у квартиру Ани й погрожує їй зброєю. Крістіан розряджає ситуацію, використовуючи їхню динаміку домінування/покірності, залишаючи Ану хвилюватися, що Крістіан не може бути задоволений ванільними стосунками. Ана сперечається з Крістіаном щодо Лейли. Побоюючись, що Ана знову покине його, Крістіан імпульсивно робить пропозицію одружитися. Ана не відповідає, стверджуючи, що їй потрібен час, щоб обдумати це.
Хосе, якого Крістіан все ще вважає романтичним суперником, їде до Сіетла, щоб відвідати Ану, що Крістіан дозволяє, лише якщо вони обидва залишаються в Ескалі. Ана починає хвилюватися в ніч перед 28-м днем народження Крістіана, коли він зникає безвісти, летячи з Портленда в Сіетл на своєму гелікоптері з Рос Бейлі. Однак зрештою він благополучно повертається до Ескали, пояснюючи це тим, що обидва двигуни вертольота відмовили; підозрюється диверсія. Ана розуміє, що ніколи не хоче бути без нього, і приймає його пропозицію вийти заміж.
Наступного дня родина Греїв влаштовує у своєму особняку велику вечірку на честь дня народження Крістіана. Подруга Ани, Кейт, хвилюється після того, як знайшла електронний лист між Аною та Крістіаном, у якому обговорюється БДСМ-контракт, але Ана запевняє її, що її стосунки з Крістіаном неймовірні. Після того, як Крістіан і Ана оголосили про заручини, Олена, яка все ще закохана в Крістіана, сердито протистоїть Ані, звинувачуючи її в тому, що вона золотошукач, і стверджуючи, що ванільні стосунки ніколи не задовольнять Крістіана. Розлючена Ана кидає свій напій в Олену і каже їй займатися своїми справами. Коли вони сваряться, входить Крістіан і стикається з Оленою. Він нагадує їй, що хоча Олена навчила його контролювати власне життя, вона жодного разу не вчила його любити, як це робила Ана. Прийомна мати Крістіана, Грейс, підслуховує суперечку і розлючений через те, що Олена полювала на її сина-підлітка. Давши їй ляпаса по обличчю, Грейс критикує Олену за її дії та назавжди виганяє її з життя своєї родини. Вона йде з ганьбою, і Грейс сперечається з Крістіаном. Розповівши всю історію Грейс, він вирішує припинити свої ділові стосунки з Оленою та повернути їй салон.
Крістіан відводить Ану до елінгу, прикрашеного квітами та м'яким світлом. Він робить пропозицію за допомогою каблучки, і Ана погоджується. Біля особняка Джек Гайд таємно спостерігає за вечіркою; це той, хто саботував гелікоптер Крістіана, і він поклявся помститися.

## Екранізація
В березні 2014 року продюсер першого фільму — Дана Брунетті, заявила, що нема жодних гарантій на продовження фільму. 6 лютого 2015 року режисер фільму Сем Тейлор-Джонсон підтвердила, що у 2016 році вийде сіквел «П'ятдесят відтінків сірого», який називається «П'ятдесят відтінків темряви». У квітні 2015 року на кіновиставці «CinemaCon» в Лас-Вегасі, була об'явлена дата виходу фільму — 10 лютого 2017, а також його продовження, яке буде йти у кінотеатрах починаючи з 9 лютого 2018 року. Перший кадр з фільму був випущений у п'ятницю, 24 квітня 2015 року, на ньому зображений Джеймі Дорнан в ролі Кристіана Грея у чорній масці, дивлячись у дзеркало. В листопаді 2015 року, «Universal Studios» оголосили, що обидва фільми будуть зніматися одночасно, а зйомки почнуться 9 лютого 2016 року, і будуть продовжаться до 12 липня 2016 року, під вигаданою назвою «Further Adventures of Max and Banks 2 & 3».
Затверджені ролі: Місис Робінсон (Єлена) — буде грати Кім Бейсінгер, Лейлі Вільямс — буде грати Белла Хіткот, Джека Хайда (бос Анастейши) — буде грати Ерік Джонсон, архітектора-залицяльника Джії Маттео — буде грати Аріель Кеббел.